# Сигтенхорст-Мейер, Бернхард ван ден
Бернхард ван ден Сигтенхорст-Мейер (нидерл. Bernhard van den Sigtenhorst Meyer; 17 июня 1888, Амстердам — 17 июля 1953, Гаага) — нидерландский композитор, пианист и музыковед.
В 1910—1913 гг. учился в Амстердамской консерватории, где его наставниками были Бернард Зверс (композиция), Юлиус Рёнтген (камерный ансамбль), Жан-Батист Де Пау (орган) и Даниэль де Ланге (теория музыки). По окончании курса уехал для расширения общекультурного кругозора в Париж, затем путешествовал по континентальной Европе и Великобритании.
По возвращении в Нидерланды три года жил и работал в Хилверсюме, затем в 1918 году обосновался в Гааге, где познакомился со своим возлюбленным — певцом Ринтом ван Сантеном. Нередко аккомпанировал ему, в их доме действовал притягательный для некоторой части нидерландской богемы музыкально-артистический салон. Увлечение ван Сантена буддизмом и вообще ориентализмом заметно отразилось на ранних композициях Сигтенхорста (особенно такие работы, как «Шесть видов горы Фудзи» для фортепиано, Op. 6), ряд вокальных композиций Сигтенхорст написал на его тексты. В 1923 году Сигтенхорст и ван Сантен предприняли гастрольный тур по Голландской Индии, не слишком успешный, но позволивший композитору глубже разобраться в восточном материале. Однако во второй половине 1920-х гг. направление его интересов меняется: Сигтенхорст изучает музыку эпохи барокко, занимается исследованием творчества Яна Питерсзона Свелинка. К этому периоду относится, в частности, цикл вокальных сочинений на слова поэта XVII века Яна Лёйкена «Духовные песни» (нидерл. Geestelijke liederen; 1924—1932). В 1934 году выходит первая монография Сигтенхорста о Свелинке: «Ян Свелинк и его инструментальная музыка» (нидерл. Jan P. Sweelinck en zijn instrumentale muziek). В том же году выходит на экран первый нидерландский звуковой фильм «Вильгельм Оранский» с музыкой Сигтенхорста. В 1935 году Сигтенхорст вошёл в число учредителей Общества протестантской церковной музыки (нидерл. Vereniging voor Protestantse Kerkmuziek). В годы Второй мировой войны Сигтенхорст продолжает исследовать творчество Свелинка, смерть ван Сантена в 1943 году отразилась в траурной музыке Второго струнного квартета. После войны выходит вторая монография, «Вокальная музыка Свелинка» (нидерл. De vocale muziek van Pieterszoon Sweelinck; 1948), Сигтенхорст редактирует новые издания произведений Свелинка.